# Wolfgang Kosack
Wolfgang Kosack (Berlim, 29 de outubro de 1943) é um egiptólogo especialista na tradução da antiga língua copta.